# 컨실러

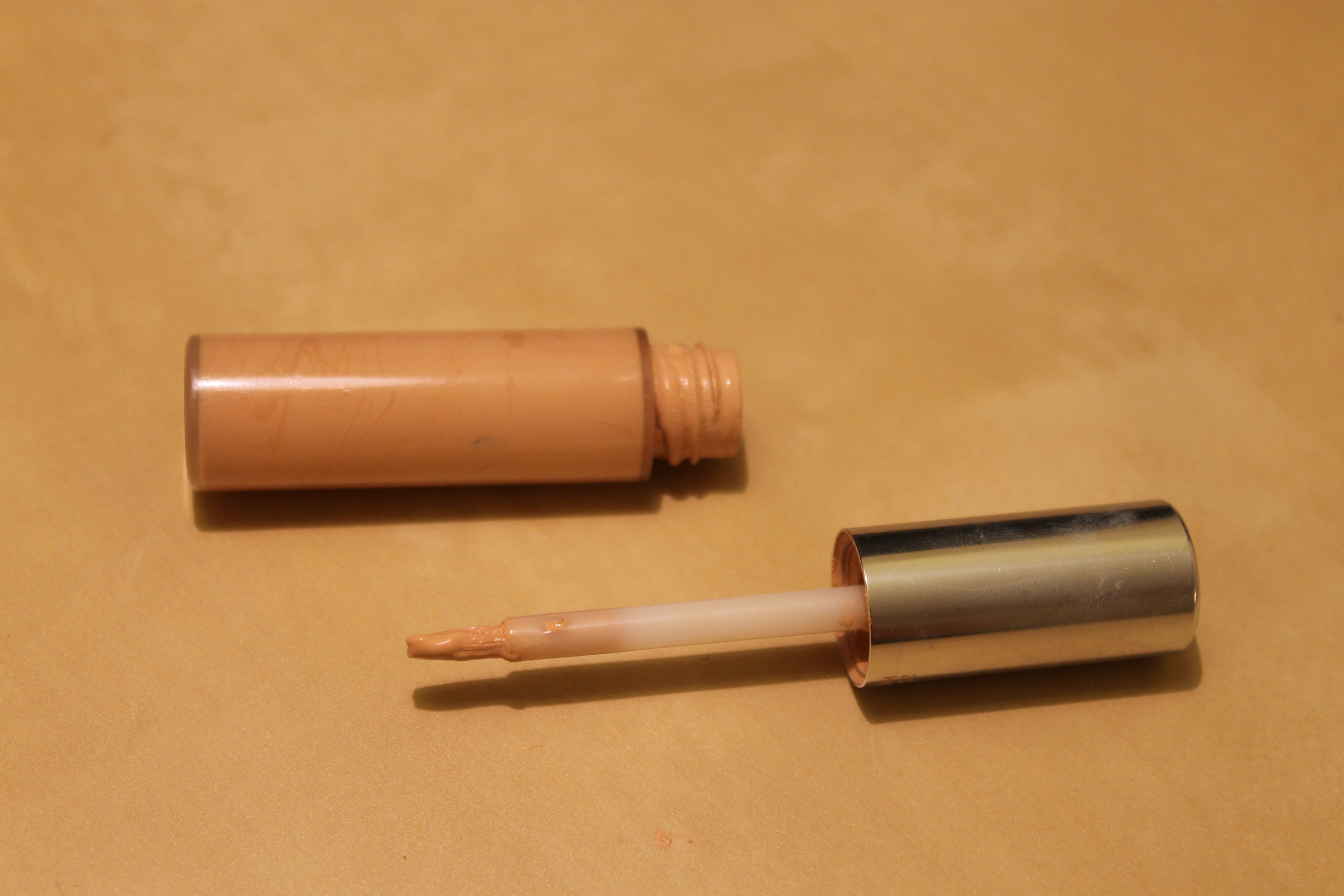
리퀴드 컨실러

컨실러(concealer)는 화장품의 일종이다. 컨실러란 얼굴의 잡티를 가려주어 깨끗하고 매끈한 피부표현을 위해 사용하는 기능성 화장품이다. 어떤 잡티를 가려주느냐에 따라 세분화되어 있는 편이다. 기미나 주근깨를 가려주는 제품, 다크써클을 가려주는 제품, 뾰루지를 가려주는 제품 등이 있으며 파우더의 기능과 합쳐서 나온 제품도 있다. 종류로는 키트 타입, 리퀴드 타입, 스틱 타입, 크림 타입 등이 있다.

## 사용법
컨실러는 기초화장이 끝난 뒤 비비크림,메이크업 베이스나 파운데이션 사용 후 바른다. 컨실러를 바른 부분만 부각되지 않도록 '소량'을 쓰며 손가락으로 가볍게 두드리면서 바른다. 컨실러를 바른 후 바른부분과 그 주위를 파우더로 두드려주어 컨실러를 바르지 않은 부분과 톤차이가 나지 않도록 해준다. 컨실러의 색과 자신의 피부색이 너무 차이가 나면 파우더로 덮어도 톤차이가 나기 때문에 컨실러를 고를 때 피부톤에 가까운 색을 고르도록 한다.